# Выборы президента Молдовы (1991)
Выборы президента Республики Молдова — первые выборы президента Молдовы, которые прошли 8 декабря 1991 года. Мирча Снегур являлся единственным кандидатом, участвовавшим в выборах, и который был избран без каких-либо протестов.
Выборы прошли в условиях высокой этнической напряжённости, с сепаратистами в Гагаузии и Приднестровье, которые объявили о неучастии в выборах.

## Результаты
| Кандидат                          | Партия                            | Голоса    | %    |
| --------------------------------- | --------------------------------- | --------- | ---- |
| Мирча Снегур                      | Беспартийный                      | 1 952 142 | 98,2 |
| Против                            | Против                            | 35 451    | 1,8  |
| Испорченные бланки                | Испорченные бланки                | 791       | —    |
| Всего                             | Всего                             | 1 988 384 | 100  |
| Зарегистрировано избирателей/явка | Зарегистрировано избирателей/явка | 2 368 287 | 84,0 |
| Источник: Nohlen & Stöver         |                                   |           |      |